# Certonotus lorentzi
Certonotus lorentzi är en stekelart som beskrevs av Cameron 1911. Certonotus lorentzi ingår i släktet Certonotus och familjen brokparasitsteklar. Inga underarter finns listade i Catalogue of Life.